# Lijst van boeddhistische tempels in Thailand
Deze Lijst van boeddhistische tempels in Thailand is een overzicht van de belangrijkste tempels (wat) in het Thaise boeddhisme.
Er wordt in het overzicht tevens aangegeven of het een tempel van de categorie koninklijke tempel gaat, en tot welke orde (Nikaya) deze gerekend wordt: Mahanikai (het merendeel der tempels) of Thammayut.

## Tempels in Bangkok

### Koninklijke tempel van speciale klasse
- Wat Phra Kaew - วัดพระแก้ว - Phra Nakhon

### Koninklijke tempels van de 1e klasse
- Wat Arun (Wat Arun Ratchaworaram Ratcha Wora Maha Viharn) - วัดอรุณราชวรารามราชวรมหาวิหาร (Mahanikai) - Bangkok Yai
- Wat Benchamabophit (Wat Benchamabophit Dusitwanaram Ratcha Wora Maha Viharn) - วัดเบญจมบพิตรดุสิตวนารามราชวรวิหาร (Mahanikai) - Dusit
- Wat Bowonniwet (Wat Bovonnivet Viharn Ratcha Wora Maha Viharn) - วัดบวรนิเวศวิหารราชวรวิหาร (Thammayut) - Phra Nakhon
- Wat Mahathat (Wat Mahathat Yuwaratrangsarit Ratcha Wora Maha Viharn) - วัดมหาธาตุยุวราชรังสฤษฎิ์ราชวรมหาวิหาร (Mahanikai) - Phra Nakhon
- Wat Pho (Wat Phra Jetuphon Wimonmangkhalaram Ratcha Wora Maha Viharn) - วัดพระเชตุพนวิมลมังคลารามราชวรมหาวิหาร (Mahanikai) - Phra Nakhon
- Wat Phra Sri Mahathat (Wat Phra Sri Mahathat Ratcha Wora Maha Viharn) - วัดพระศรีมหาธาตุวรมหาวิหาร (Thammayut) - Bang Khen
- Wat Ratcha Orasaram (Wat Ratcha Orasaram Ratcha Wora Maha Viharn) - วัดราชโอรสารามราชวรวิหาร (Mahanikai) - Chom Thong
- Wat Ratchabopit (Wat Ratchabopit Sathitmahasimaram Ratcha Wora Maha Viharn) - วัดราชบพิธสถิตมหาสีมารามราชวรวิหาร (Thammayut)  - Phra Nakhon
- Wat Ratchapradit (Wat Ratchapradit Sathit Mahasimaram Ratcha Wora Maha Viharn) - วัดราชประดิษฐ์สถิตมหาสีมารามราชวรวิหาร (Mahanikai) - Phra Nakhon
- Wat Suthat (Wat Suthat Thepwararam) - วัดสุทัศนเทพวรารามราชวรมหาวิหาร (Mahanikai) - Phra Nakhon

### Koninklijke tempels van de 2e klasse
- Wat Anongkharam - วัดอนงคารามวรวิหาร (Mahanikai) - Khlong San
- Wat Bophitphimuk - วัดบพิตรพิมุขวรวิหาร (Mahanikai) - Samphan Thawong
- Wat Boromniwat - วัดบรมนิวาสราชวรวิหาร (Thammayut) - Pathum Wan
- Wat Chakrawat Ratchawat - วัดจักรวรรดิราชาวาสวรมหาวิหาร (Mahanikai) - Samphan Thawong
- Wat Chana Songkhram - วัดชนะสงครามราชวรมหาวิหาร (Mahanikai) - Phra Nakhon
- Wat Chayaprukmala - วัดชัยพฤกษมาลาราชวรวิหาร (Mahanikai) - Taling Chan
- Wat Hong Ratanaram - วัดหงส์รัตนารามราชวรวิหาร (Mahanikai) - Bangkok Yai
- Wat Kalayanamit - วัดกัลยาณมิตรวรมหาวิหาร (Mahanikai) - Thonburi
- Wat Makutkasart - วัดมกุฎกษัตริยารามราชวรวิหาร (Thammayut) - Phra Nakhon
- Wat Molilok - วัดโมลีโลกยารามราชวรวิหาร (Mahanikai) - Bangkok Yai
- Wat Pathum Khongka - วัดปทุมคงคาราชวรวิหาร (Mahanikai) - Samphan Thawong
- Wat Phichaiyat - วัดพิชยญาติการามวรวิหาร (Mahanikai) - Khlong San
- Wat Prayurawong (Wat Prayoon) - วัดประยุรวงศาวาสวรวิหาร (Mahanikai) - Thonburi
- Wat Rakhang - วัดระฆังโฆสิตารามวรมหาวิหาร (Mahanikai) - Bangkok Noi
- Wat Ratchaburana - วัดราชบูรณะราชวรวิหาร (Mahanikai) - Phra Nakhon
- Wat Ratchasitharam (Wat Plab) - วัดราชสิทธารามราชวรวิหาร (วัดพลับ) (Mahanikai) - Bangkok Yai
- Wat Ratchathiwat - วัดราชาธิวาสวิหารราชวรวิหาร (Thammayut) - Dusit
- Wat Saket - วัดสระเกศราชวรมหาวิหาร (Mahanikai) - Pom Prap Sattru Phai
- Wat Somanat Viharn - วัดโสมนัสวิหารราชวรวิหาร (Thammayut) - Pom Prap Sattru Phai
- Wat Suwannaram - วัดสุวรรณารามราชวรวิหาร (Mahanikai) - Bangkok Noi
- Wat Thepsirin - วัดเทพศิรินทราวาสราชวรวิหาร (Thammayut) - Pom Prap Sattru Phai
- Wat Traimit (Wat Trimitr) - วัดไตรมิตรวิทยารามวรวิหาร (Mahanikai) - Samphan Thawong

### Koninklijke tempels van de 3e klasse
- Wat Amarintharam - วัดอมรินทรารามวรวิหาร (Mahanikai)
- Wat Apsornsawan - วัดอัปสรสวรรค์วรวิหาร (Mahanikai)
- Wat Arwutwikasitaram - วัดอาวุธวิกสิตาราม (Thammayut)
- Wat Bangna Nai - วัดบางนาใน (Mahanikai)
- Wat Boonyapradit - วัดบุณยประดิษฐ์ (Mahanikai)
- Wat Bowon Mongkol - วัดบวรมงคลราชวรวิหาร (Thammayut)
- Wat Bun - วัดบุรณศิริมาตยาราม (Thammayut)
- Wat Buppharam - วัดบุปผารามวรวิหาร (Thammayut)
- Wat Chai Chana Songkram - วัดชัยชนะสงคราม (Mahanikai)
- Wat Chantaram - วัดจันทารามวรวิหาร (Mahanikai)
- Wat Chinorasaram - วัดชิโนรสารามวรวิหาร (Mahanikai)
- Wat Daowadueng - วัดดาวดึงษาราม (Mahanikai)
- Wat Devaraj - วัดเทวราชกุญชรวรวิหาร (Mahanikai)
- Wat Don Mueang - วัดดอนเมือง (Mahanikai)
- Wat Dusidaram - วัดดุสิดารามวรวิหาร (Mahanikai)
- Wat Hiran Ruchi - วัดหิรัญรูจีวรวิหาร (Mahanikai)
- Wat Hua Lamphong - วัดหัวลำโพง (Mahanikai)
- Wat Indrawihan - วัดอินทรวิหาร (Mahanikai)
- Wat Intharam - วัดอินทารามวรวิหาร (Mahanikai)
- Wat Kakklang - วัดนาคกลางวรวิหาร (Mahanikai)
- Wat Kanchanasing - วัดกาญจนสิงหาสน์วรวิหาร (Mahanikai)
- Wat Karuehabodee - วัดคฤหบดี (Mahanikai)
- Wat Khuhasawan (Wat Sala Si Na) - วัดคูหาสวรรค์วรวิหาร (วัดศาลาสี่หน้า) (Mahanikai)
- Wat Krueawan - วัดเครือวัลย์วรวิหาร (Thammayut)
- Wat Lak Si - วัดหลักสี่ (Mahanikai)
- Wat Mahannop - วัดมหรรณพารามวรวิหาร (Mahanikai)
- Wat Mahapruetharam - วัดมหาพฤฒารามวรวิหาร (Mahanikai)
- Wat Nang Chi - วัดนางชี (Mahanikai)
- Wat Nang - วัดหนังราชวรวิหาร (Mahanikai)
- Wat Nangnong - วัดนางนองวรวิหาร (Mahanikai)
- Wat Nimmanoradee - วัดนิมมานรดี (Mahanikai)
- Wat Noranart - วัดนรนาถสุนทริการาม (Thammayut)
- Wat Nuan Noradit - วัดนวลนรดิศวรวิหาร (Mahanikai)
- Wat Pakineenat - วัดภคินีนาถวรวิหาร (Mahanikai)
- Wat Paknam Pasicharoen - วัดปากน้ำ ภาษีเจริญ (Mahanikai)
- Wat Parinayok - วัดปรินายกวรวิหาร (Mahanikai)
- Wat Pathum Wanaram - วัดปทุมวนารามราชวรวิหาร (Thammayut)
- Wat Phra Ram 9 - วัดพระราม ๙ (Mahanikai)
- Wat Phrayatham - วัดพระยาทำวรวิหาร (Mahanikai)
- Wat Potinimitra - วัดโพธินิมิตรสถิตมหาสีมาราม (Mahanikai)
- Wat Rajphathikaram - วัดราชผาติการามวรวิหาร (Thammayut)
- Wat Ratchadatittan - วัดรัชฎาธิฐานราชวรวิหาร (Mahanikai)
- Wat Ratchakrueh - วัดราชคฤห์วรวิหาร (Mahanikai)
- Wat Ratchanaddaram - วัดราชนัดดารามวรวิหาร (Mahanikai)
- Wat Samphan Thawong - วัดสัมพันธวงศ์วรวิหาร (Thammayut)
- Wat Sampraya - วัดสามพระยา (Mahanikai)
- Wat Sang Krachai - วัดสังข์กระจายวรวิหาร (Mahanikai)
- Wat Sangveswitsayaram - วัดสังเวชวิศยารามวรวิหาร (Mahanikai)
- Wat Sawetachat - วัดเศวตฉัตรวรวิหาร (Mahanikai)
- Wat Soithong - วัดสร้อยทอง (Mahanikai)
- Wat Sri Sudaram - วัดศรีสุดารามวรวิหาร (Mahanikai)
- Wat Thepthidaram - วัดเทพธิดารามวรวิหาร (Mahanikai)
- Wat Thong Nopphakhun - วัดทองนพคุณ (Mahanikai)
- Wat Thong Thammachat - วัดทองธรรมชาติวรวิหาร (Mahanikai)
- Wat Tri Totsathep - วัดตรีทศเทพวรวิหาร (Thammayut)
- Wat Vachira Dhammasatit - วัดวชิรธรรมสาธิตวรวิหาร (Mahanikai)
- Wat Welurachin - วัดเวฬุราชิณ (Mahanikai)
- Wat Yannawa - วัดยานนาวา (Mahanikai)

## Tempels in de provincie Ang Thong
- Wat Ang Thong - วัดอ่างทองวรวิหาร (Mahanikai) - 3e klasse
- Wat Chaiyo - วัดไชโย (Mahanikai) - 2e klasse
- Wat Khun Inthapramun - วัดขุนอินทประมูน
- Wat Pa Mok Woraviharn - วัดป่าโมกวรวิหาร (Mahanikai) - 2e klasse
- Wat Tha Sutthawat - วัดท่าสุทธาวาส

## Tempels in de provincie Ayutthaya
- Wat Boromawong Wararam - วัดบรมวงศ์อิศรวรารามวรวิหาร (Mahanikai) - 2e klasse
- Wat Chai Watthanaram - วัดไชยวัฒนาราม
- Wat Chumpon Nikayaram - วัดชุมพลนิกายารามราชวรวิหาร (Mahanikai) - 2e klasse
- Wat Kasatratirat - วัดกษัตราธิราชวรวิหาร (Mahanikai) - 3e klasse
- Wat Lokayasutaram - วัดโลกยสุธาราม
- Wat Mahathat (Ayutthaya) - วัดมหาธาตุ พระนครศรีอยุธยา
- Wat Na Phra Men - วัดหน้าพระเมรุ (วัดหน้าพระเมรุราชิการาม) (Mahanikai) - 3e klasse
- Wat Nivet Dhammaprawat - วัดนิเวศธรรมประวัติราชวรวิหาร (Thammayut) - 1e klasse
- Wat Phanan Choeng - วัดพนัญเชิงวรวิหาร (Mahanikai) - 2e klasse
- Wat Phra Ram - วัดพระราม
- Wat Phra Si Sanphet - วัดพระศรีสรรเพชญ์
- Wat Phu Khao Thong - วัดภูเขาทอง
- Wat Promma Niwat - วัดพรหมนิวาสวรวิหาร (Mahanikai) - 3e klasse
- Wat Ratburana Ayutthaya - วัดราชบูรณะ พระนครศรีอยุธยา
- Wat Sala Poon - วัดศาลาปูนวรวิหาร (Mahanikai) - 2e klasse
- Wat Senasanaram - วัดเสนาสนารามราชวรวิหาร (Thammayut) - 1e klasse
- Wat Suwan Dararam - วัดสุวรรณดารารามราชวรวิหาร (Mahanikai) - 1e klasse
- Wat Tha Karong - วัดท่าการ้อง
- Wat Toom - วัดตูม (Mahanikai) - 3e klasse
- Wat WiWek Wayupat - วัดวิเวกวายุพัด (Mahanikai) - 3e klasse
- Wat Wora Nayo Langsan Chedi Ban Potaram - วัดวรนายกรังสรรค์เจติยบรรพตาราม (Mahanikai) - 3e klasse
- Wat Yai Chai Mongkon - วัดใหญ่ชัยมงคล
- Wiharn Phra Mongkon Bophit - วิหารพระมงคลบพิตร

## Tempels in de provincie Chachoengsao
- Wat Sothon Wararam Woravihan - วัดโสธรวราราม (Mahanikai) - 3e klasse

## Tempels in de provincie Chainat
- Wat Phra Borammathat Worawihan - วัดพระบรมธาตุวรวิหาร - 2e klasse
- Wat Thammamun Worawihan - วัดธรรมามูลวรวิหาร - 3e klasse

## Tempels in de provincie Chantaburi
- Wat Burapa Pittayaram - วัดบูรพาพิทยาราม (Mahanikai) - 3e klasse
- Wat Pailorm - วัดไผ่ล้อม (Mahanikai) - 3e klasse

## Tempels in de provincie Chiang Mai
- Wat Buppharam - วัดบุปผาราม
- Wat Chedi Luang - วัดเจดีย์หลวงวรวิหาร (Thammayut) - 3e klasse
- Wat Chiang Man - วัดเชียงมั่น
- Wat Chiang Yuen - วัดเชียงยืน
- Wat Lok Mo Li - วัดโลกโมฬี
- Wat Pa Dara Phirom - วัดป่าดาราภิรมย์ (Thammayut) - 3e klasse
- Wat Phra Singh - วัดพระสิงห์ (Mahanikai) - 1e klasse
- Wat Phra That Sri Chomthong - วัดพระธาตุศรีจอมทองวรวิหาร (Mahanikai) - 3e klasse
- Wat Phra That Doi Suthep - วัดพระธาตุดอยสุเทพราชวรวิหาร (Mahanikai) - 2e klasse
- Wat Suan Dok - วัดสวนดอก (Mahanikai) - 3e klasse
- Wat Thaton - วัดท่าตอน (Mahanikai) - 3e klasse

## Tempels in de provincie Chiang Rai
- Wat Chet Yod Chiang Rai - วัดเจ็ดยอด - 3e klasse
- Wat Phra Kaeo Chiang Rai - วัดพระแก้ว เชียงราย (Mahanikai) - 3e klasse
- Wat Phra Singh Chiang Rai - วัดพระสิงห์ เชียงราย - 3e klasse
- Wat Phra That Doi Chom Thong - วัดพระธาตุดอยจอมทอง
- Wat Rong Khun - วัดร่องขุ่น (Mahanikai)

## Tempels in de provincie Chonburi
- Wat Yai Intharam - วัดใหญ่อินทาราม (Mahanikai) - 3e klasse
- Wat Yansangwararam - วัดญาณสังวรารามวรมหาวิหาร (Thammayut) - 1e klasse

## Tempels in de provincie Kalasin
- Wat Klang - วัดกลาง (Mahanikai) - 3e klasse

## Tempels in de provincie Kamphaeng Phet
- Wat Nakwajjara (Wat Chang) - วัดนาควัชรโสภณ (Thammayut) - 3e klasse
- Wat Phra Borommathat - วัดพระบรมธาต (Mahanikai) - 3e klasse

## Tempels in de provincie Kanchanaburi
- Wat Chai Chumphon Chana Songkhram - วัดไชยชุมพลชนะสงคราม (Mahanikai) - 3e klasse
- Wat Pha Luangta Bua - วัดป่าหลวงตาบัว
- Wat Phra Taen Dong Rung - วัดพระแท่นดงรัง (Mahanikai) - 3e klasse
- Wat Thewa Sangkharam - วัดเทวสังฆาราม (Mahanikai) - 3e klasse

## Tempels in de provincie Khon Kaen
- Wat Nong Waeng - วัดหนองแวง (Mahanikai) - 3e klasse
- Wat Sri Chan - วัดศรีจันทร์ (Thammayut) - 3e klasse
- Wat That - วัดธาตุ (Mahanikai) - 3e klasse

## Tempels in de provincie Lampang
- Wat Phrathat Lampang Luang - วัดพระธาตุลำปางหลวง

## Tempels in de provincie Lamphun
- Wat Chamadevi - วัดจามเทวี
- Wat Phra Phutthabat Tak Pha - วัดพระพุทธบาทตากผ้า (Mahanikai) - 3e klasse
- Wat Phra Yuen - วัดพระยืน
- Wat Phrathat Hariphunchai - วัดพระธาตุหริภุญชัยวรมหาวิหาร (Mahanikai) - 1e klasse

## Tempels in de provincie Lopburi
- Wat Phra Sri Rattana Mahathat - วัดพระศรีรัตนมหาธาตุ

## Tempels in de provincie Nakhon Pathom
- Wat Phra Pathom Chedi - วัดพระปฐมเจดีย์ราชวรมหาวิหาร (Mahanikai) - 1e klasse
- Wat Phra Ngam - วัดพระงาม (Mahanikai) - 3e klasse
- Wat Phra Pathon Chedi - วัดพระประโทณเจดีย์วรวิหาร (Mahanikai) - 3e klasse
- Wat Raikhing - วัดไร่ขิง (Mahanikai) - 3e klasse
- Wat Senha - วัดเสนหา (Thammayut) - 3e klasse

## Tempels in de provincie Nakhon Phanom
- Wat Phra That Phanom - วัดพระธาตุพนม (Mahanikai) - 1e klasse

## Tempels in de provincie Nakhon Sri Thammarat
- Wat Phra Mahathat - วัดพระมหาธาตุวรมหาวิหาร (Thammayut) - 1e klasse

## Tempels in de provincie Nan
- Wat Phumin - วัดภูมินทร์

## Tempels in de provincie Nonthaburi
- Wat Chaloem Phrakhiat - วัดเฉลิมพระเกียรติวรวิหาร (Mahanikai) - 2e klasse
- Wat Cholpratan Rangsarit - วัดชลประทานรังสฤษฎ์
- Wat Khema Phirataram - วัดเขมาภิรตารามราชวรวิหาร (Thammayut) - 2e klasse
- Wat Paramaiyikawat - วัดปรมัยยิกาวาส์วรวิหาร (Mahanikai) - 2e klasse

## Tempels in de provincie Pattani
- Wat Changhai - วัดช้างให้

## Tempels in de provincie Pathum Thani
- Wat Phra Dhammakaya - วัดพระธรรมกาย

## Tempels in de provincie Phitsanulok
- Wat Chulamani - วัดจุฬามณี
- Wat Phra Sri Rattana Mahathat - วัดพระศรีรัตนมหาธาตุวรมหาวิหาร (Mahanikai) - 1e klasse
- Wat Ratchaburana - วัดราชบุรณะ

## Tempels in de provincie Phuket
- Wat Chalong - วัดฉลอง

## Tempels in de provincie Prachuap Khiri Khan
- Wat Thammikaram - วัดธรรมิการาม (Thammayut) - 2e klasse

## Tempels in de provincie Ratchaburi
- Wat Bua Ngam - วัดบัวงาม (Mahanikai) - 3e klasse
- Wat Mahathat (Ratchaburi) (Wat Mahathat Worawihan) - วัดมหาธาตุ วรวิหาร (Mahanikai) - 3e klasse
- Wat Sri Suriyawong - ศรีสุริยวงศ์ (Thammayut) - 3e klasse

## Tempels in de provincie Sakon Nakhon
- Wat Phra That Choeng Chum - วัดพระธาตุเชิงชุมวรวิหาร (Mahanikai) - 2e klasse

## Tempels in de provincie Samut Prakan
- Wat Klang - วัดกลาง (วัดกลางวรวิหาร) (Mahanikai) - 2e klasse
- Wat Song Tham Woraviharn - วัดทรงธรรมวรวิหาร - 2e klasse der Mon

## Tempels in de provincie Samut Sakhon
- Wat Don Kai Di - วัดดอนไก่ดี

## Tempels in de provincie Samut Sonkhram
- Wat Phet Samut - วัดเพชรสมุทร (Mahanikai) - 3e klasse

## Tempels in de provincie Saraburi
- Wat Phra Phutthabat - วัดพระพุทธบาทราชวรมหาวิหาร (Mahanikai) - 1e klasse

## Tempels in de provincie Sukhothai
- Wat Mahathat in het historische park Sukhothai - วัดมหาธาตุ
- Wat Phra Sri Rattana Mahathat - วัดพระศรีรัตนมหาธาตุราชวรวิหาร (Mahanikai) - 1e klasse (im Amphoe Si Satchanalai)
- Wat Sa Si in het historische park Sukhothai - วัดสระศรี
- Wat Sri Sawai in het historische park Sukhothai - วัดศรีสวาย

## Tempels in de provincie Suphanburi
- Wat Pa Lelai Woraviharn - วัดป่าเลไลยก์วรวิหาร - 3e klasse

## Tempels in de provincie Surat Thani
- Wat Phra Boromthat Chaya - วัดพระบรมธาตุไชยาราชวรวิหาร (Mahanikai) - 1e klasse
- Wat Suan Mokhabalarama - สวนโมกขพลาราม

## Tempels in de provincie Udon Thani
- Wat Phra Putthabat Bua Bok - วัดพระพุทธบาทบัวบก

## Tempels in de provincie Ubon Ratchathani
- Wat Pah Nanachat - วัดป่านานาชาติ
- Wat Nong Pah Phong - วัดหนองป่าพง

## Tempels in de provincie Uttaradit
- Wat Khung Taphao - วัดคุ้งตะเภา